# ウェズリー・スナイプス
ウェズリー・スナイプス（Wesley Snipes、本名：Wesley Trent Snipes、1962年7月31日 - ）は、アメリカ合衆国の男優。

## 経歴
フロリダ州オーランド出身。特技は武道で12歳の時にカンフー、カポエイラなどを習得して空手は5段の腕前を持つ。高校在学時に友人と劇団を結成。ニューヨーク州立大学で演劇を専攻。卒業後にブロードウェイの舞台に立つ。
映画デビューはゴールディ・ホーン主演の『ワイルドキャッツ』（1986年）である。翌年の1987年にマイケル・ジャクソンのヒットナンバーで、マーティン・スコセッシが監督を務めた『BAD』のミュージックビデオに出演。

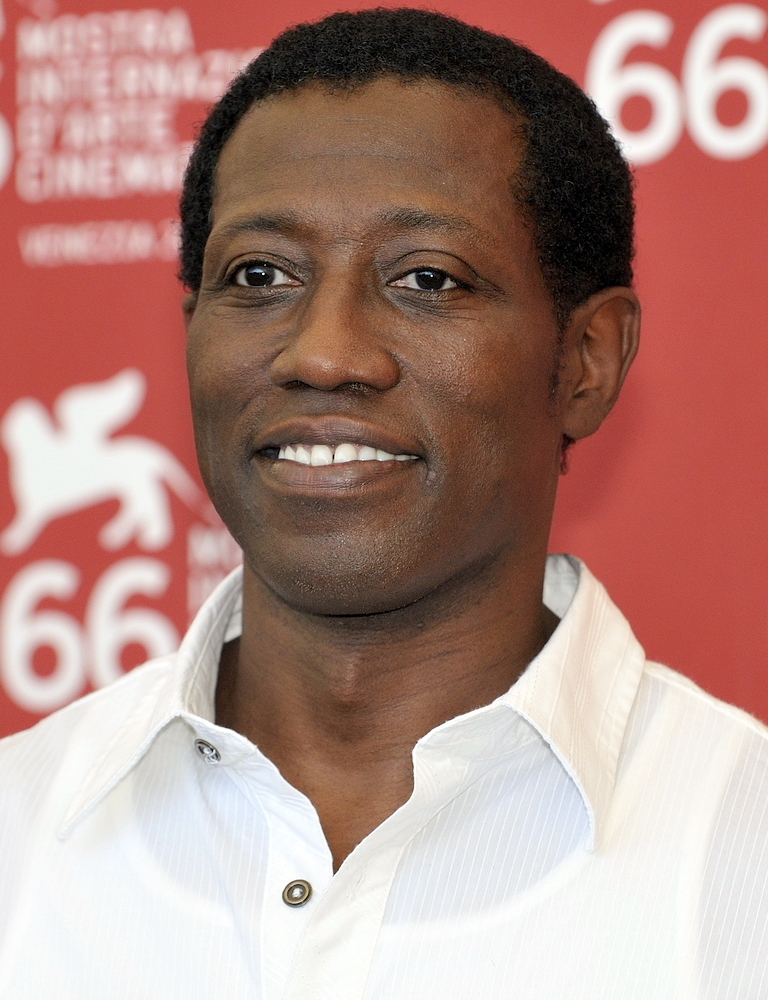
2009年

映画『メジャーリーグ』『ジャングル・フィーバー』で一躍トップスターに名を連ねる。映画『ワン・ナイト・スタンド』でヴェネツィア国際映画祭の主演男優賞を獲得し、演技派俳優としての地位を確たるものにしたが、特技である武道を生かして『アート・オブ・ウォー』『デッドロック』『スナイパー』といったアクション映画でも独自の地位を築いている。特に日本でもマーベル・コミックの人気コミック「ブレイド」を実写化した映画版『ブレイド』シリーズがヒットしアクションスターとしての知名度を得て多数のファンの獲得に成功している。

## 人物
2度の結婚歴がある。再婚相手の父は韓国のドラマ演出家、パク・チョル。

### 脱税
所得税の虚偽申告による脱税容疑で告発されていたが、2008年4月、フロリダ連邦地裁はスナイプスを有罪とし、禁固3年の実刑判決を下した。スナイプス側の弁護士は悪意があったことを否定、「悪質なアドバイザーの勧めに従った結果」と主張している。スナイプス側は罰金500万ドルを当局に納入するとともに、判決を不服として上訴した。その後、保釈申請及び映画撮影のための出国が認められたため、上訴の結果を待ちながら俳優活動を精力的に継続していたが、2010年7月16日、合衆国第11巡回区控訴裁判所はスナイプスの上訴を棄却し、禁固3年の実刑判決が確定し、ペンシルベニア州のマッキーン連邦刑務所に収監された。2013年7月19日に出所する予定だったが、同年4月2日に仮釈放となり、7月中旬の刑期満了まで当局の監視の元、自宅軟禁の状態に置かれることとなった。
出所後、映画『ギャロウ・ウォーカー 煉獄の処刑人』を皮切りに映画『エクスペンダブルズ3 ワールドミッション』への出演などで俳優業に復帰した。

### ギネス世界記録
2024年に公開された『デッドプール&ウルヴァリン』へのカメオ出演により、「実写版マーベルキャラクターにおける史上最長のキャリア」の更新を果たした。本カテゴリーは最初に演じ始めてからの期間であるため、第1作目『ブレイド』から起算し「25年と340日」となった。また、「実写版マーベルキャラクターにおける史上最長のブランク」でもアルフレッド・モリーナが保持していた2004年の『スパイダーマン2』から2021年の『スパイダーマン:ノー・ウェイ・ホーム』までの17年を更新する19年231日で更新した。

## フィルモグラフィ

### 映画
| 年   | 題名                                                                | 役名                            | 備考                                                                               | 吹き替え                                                                          |
| ---- | ------------------------------------------------------------------- | ------------------------------- | ---------------------------------------------------------------------------------- | --------------------------------------------------------------------------------- |
| 1986 | ワイルドキャッツ Wild Cats                                          | トルーメイン                    |                                                                                    | 島田敏                                                                            |
| 1986 | ニューヨーク・ベイサイド物語 Streets of Gold                        | ローランド・ジェンキンス        |                                                                                    |                                                                                   |
| 1989 | メジャーリーグ Major League                                         | ウィリー・メイズ・ヘイズ        | 富山敬（ソフト版） 山寺宏一（日本テレビ版）                                        |                                                                                   |
| 1990 | キング・オブ・ニューヨーク King of New York                         | トマス・フラニガン              |                                                                                    |                                                                                   |
| 1990 | モ'・ベター・ブルース Mo' Better Blues                              | シャドウ・ヘンダーソン          | 天田益男                                                                           |                                                                                   |
| 1991 | ニュー・ジャック・シティ New Jack City                              | ニノ・ブラウン                  | 山寺宏一                                                                           |                                                                                   |
| 1991 | ジャングル・フィーバー Jungle Fever                                 | フリッパー・パリフィ            |                                                                                    |                                                                                   |
| 1992 | ハード・プレイ White Men Can't Jump                                 | シドニー・ディーン              | 山寺宏一                                                                           |                                                                                   |
| 1992 | ウォーターダンス The Waterdance                                     | レイモンド・ヒル                | 真地勇志                                                                           |                                                                                   |
| 1992 | パッセンジャー57 Passenger 57                                       | ジョン・カッター                | 山寺宏一（ソフト版） 屋良有作（日本テレビ版）                                      |                                                                                   |
| 1993 | ボイリング・ポイント Boiling Point                                  | ジミー・マーサー                |                                                                                    |                                                                                   |
| 1993 | ライジング・サン Rising Sun                                         | ウェップ・スミス                | 山寺宏一                                                                           |                                                                                   |
| 1993 | デモリションマン Demolition Man                                     | サイモン・フェニックス          | 江原正士（ソフト版、テレビ朝日版）                                                 |                                                                                   |
| 1994 | シュガー・ヒル Sugar Hill                                           | Roemello Skuggs                 | 増谷康紀                                                                           |                                                                                   |
| 1994 | ドロップ・ゾーン Drop Zone                                          | ピート・ネシップ                | 大滝進矢（ソフト版） 江原正士（テレビ朝日版）                                      |                                                                                   |
| 1995 | 3人のエンジェル To Wong Foo Thanks for Everything, Julie Newmar     | ノグジーマ・ジャクソン          | 島田敏                                                                             |                                                                                   |
| 1995 | マネー・トレイン Money Train                                        | ジョン                          | 江原正士（ソフト版、テレビ朝日版） 大塚明夫（フジテレビ版） 山寺宏一（機内上映版） |                                                                                   |
| 1995 | ため息つかせて Waiting to Exhale                                    | ジェームズ                      | クレジットなし                                                                     | 中村秀利                                                                          |
| 1996 | ドリームス・オブ・アメリカ America's Dream                          | George Du Vaul                  | テレビ映画                                                                         |                                                                                   |
| 1996 | ザ・ファン The Fan                                                  | ボビー・レイバーン              |                                                                                    | 山寺宏一（ソフト版） 江原正士（テレビ朝日版）                                     |
| 1997 | ホワイトハウスの陰謀 Murder At 1600                                 | ハーレン・リージス刑事          | 大塚芳忠（ソフト版） 江原正士（テレビ朝日版）                                      |                                                                                   |
| 1997 | ワン・ナイト・スタンド One Night Stand                              | マックス・カーライル            | ヴェネチア国際映画祭男優賞 受賞                                                    | 江原正士                                                                          |
| 1998 | ビッグ・ヒット The Big Hit                                          | N/A                             | 製作                                                                               | N/A                                                                               |
| 1998 | 追跡者 U.S. Marshals                                                | マーク・J・シェリダン           |                                                                                    | 山路和弘（ソフト版） 江原正士（テレビ朝日版） 大塚明夫（テレビ東京版）            |
| 1998 | ブレイド Blade                                                      | ブレイド                        | 兼製作                                                                             | 菅原正志（ソフト版） 大塚明夫（テレビ東京版）                                     |
| 1998 | デス・ゲーム2025 Futuresport                                        | オビケ・フィックス              | 兼製作                                                                             | 江原正士                                                                          |
| 2000 | アート・オブ・ウォー The Art of War                                 | ニール・ショー                  |                                                                                    | 大塚明夫（ソフト版、テレビ東京版） 堀内賢雄（テレビ朝日版） 杉村憲司（Netflix版） |
| 2000 | フェイス・イン・ラブ Disappearing Acts                              | フランクリン・スウィフト        | 兼製作総指揮 テレビ映画                                                            | 江原正士                                                                          |
| 2002 | デッドロック Undisputed                                             | モンロー・ハッチェンス          | 兼製作総指揮                                                                       | 江原正士                                                                          |
| 2002 | スナイパー Liberty Stands Still                                     | ジョー                          |                                                                                    | 大塚明夫                                                                          |
| 2002 | ブレイド2 Blade II                                                  | ブレイド                        | 兼製作                                                                             | 菅原正志（ソフト版） 大塚明夫（テレビ東京版）                                     |
| 2004 | アウト・オブ・タイム Unstoppable                                    | ディーン・ケイジ                |                                                                                    | 小山力也（ソフト版） 大塚明夫（テレビ東京版）                                     |
| 2004 | ブレイド3 Blade: Trinity                                            | ブレイド                        | 兼製作                                                                             | 菅原正志（ソフト版） 大塚明夫（テレビ東京版）                                     |
| 2005 | カオス Chaos                                                        | ローレンツ                      |                                                                                    | 咲野俊介                                                                          |
| 2005 | 7セカンズ 7 Seconds                                                 | ジャック・タリバー              | ビデオ作品                                                                         | 菅原正志                                                                          |
| 2005 | ザ・マークスマン The Marksman                                       | ペインター                      | ビデオ作品                                                                         | 菅原正志                                                                          |
| 2006 | デトネーター The Detonator                                          | サニー・グリフィス              | ビデオ作品                                                                         | 菅原正志（ソフト版） 大塚明夫（テレビ東京版）                                     |
| 2006 | ハード・ラック Hard Luck                                            | ラッキー                        | ビデオ作品                                                                         | 菅原正志                                                                          |
| 2007 | ザ・シューター The Contractor                                       | ジェームズ・ダイヤル            | ビデオ作品                                                                         | 菅原正志                                                                          |
| 2008 | アート・オブ・ウォー2 The Art of War II: Betrayal                   | ニール・ショー                  | ビデオ作品                                                                         | 菅原正志                                                                          |
| 2009 | クロッシング Brooklyn’s Finest                                      | キャズ                          |                                                                                    | 山野井仁                                                                          |
| 2010 | ゲーム・オブ・デス Game of Death                                    | マーカス・ジョーンズ            | ビデオ作品                                                                         | 菅原正志                                                                          |
| 2013 | ギャロウ・ウォーカー 煉獄の処刑人 Gallowwalkers                     | アマン                          |                                                                                    | 菅原正志                                                                          |
| 2014 | エクスペンダブルズ3 ワールドミッション The Expendables 3            | ドクター・“ドク”・デス          | 江原正士                                                                           |                                                                                   |
| 2015 | シャイラク Chi-Raq                                                  | サイクロプス                    | （吹き替え版なし）                                                                 |                                                                                   |
| 2017 | コンタクト The Recall                                               | ザ・ハンター                    | 宮内敦士                                                                           |                                                                                   |
| 2017 | シールド・フォース/監獄要塞 Armed Response                          | アイザック                      | 宮本克哉                                                                           |                                                                                   |
| 2019 | ルディ・レイ・ムーア Dolemite Is My Name                            | ダーヴィル・マーティン          | Netflixオリジナル映画                                                              | 江原正士                                                                          |
| 2020 | カット・スロート・シティ（原題） Cut Throat City                    | ローレンス                      |                                                                                    | 江原正士                                                                          |
| 2021 | 星の王子 ニューヨークへ行く2 Coming 2 America                       | イジー将軍                      |                                                                                    | 江原正士                                                                          |
| 2023 | バック・オン・ザ・ストリップ 男がベガスで踊ったら Back on the Strip | ルーサー・"ミスター・ビッグ"    | 日本劇場未公開                                                                     | （吹き替え版なし）                                                                |
| 2024 | デッドプール&ウルヴァリン Deadpool & Wolverine                      | エリック・ブルックス / ブレイド | カメオ出演                                                                         | 小山剛志                                                                          |

### テレビシリーズ
| 年   | 題名                                         | 役名                 | 備考                                         | 吹き替え |
| ---- | -------------------------------------------- | -------------------- | -------------------------------------------- | -------- |
| 1986 | 特捜刑事マイアミ・バイス Miami Vice          | シルク               | シーズン3第10話「売春ファミリー・血の制裁!」 | 笹岡繁蔵 |
| 1989 | ホークと呼ばれた男 A Man Called Hawk         | ニコラス・マードック | 「Choice of Chance」                         |          |
| 1990 | H･E･L･P/ハーレム特殊救助隊 H.E.L.P.          | ルー・バートン       | 6エピソードに出演                            |          |
| 2015 | ザ・プレイヤー 〜究極のゲーム〜 The Player   | ミスター・ジョンソン | 9エピソードに出演                            | 大塚明夫 |
| 2021 | トゥルー・ストーリー 〜嘘と真実〜 True Story | カールトン           | Netflixオリジナルドラマ 7エピソードに出演    | 菅原正志 |

### ミュージック・ビデオ
- バッド Bad （1987年） マイケル・ジャクソンの17分間にわたるミュージック・ビデオ

## 日本語吹き替え
主に担当しているのは、以下の人物である。
江原正士
『デモリションマン』（ソフト版、1997年のテレビ朝日版も担当）で初担当。最も多く吹き替えている。江原はスナイプスについて、よく喋るが首や目の動きにアクセントがあり、それに合わせるように喋るとうまく合うと語った。2000年代以降を境に以下の二名の担当が増えたことで長らく江原はスナイプスを担当する機会は少なくなっていたものの、2015年の『エクスペンダブルズ3 ワールドミッション』では、スターたちの吹き替えがファンに馴染み深いフィックス（専属）声優陣でキャスティングされた中で、江原もスナイプスの声を約10年ぶりに担当した。本作への登板以降、再び起用される機会が増えている。
菅原正志
『ブレイド』（ソフト版）で初担当。同シリーズをはじめとして江原の次に多く吹き替えており、2000年代以降はソフト版の吹き替えを連続して担当している。
大塚明夫
『マネー・トレイン』（フジテレビ版）で初担当。その後は主にテレビ東京『木曜洋画劇場』制作の吹き替えにおける専属として担当した。
大塚は強い男の役柄が多いスナイプスを演じることについて「こういった役の声を演じることができるのは、今だけだと思っていますから、楽しませてもらってます」とインタビューで語っている。
山寺宏一
『メジャーリーグ』（日本テレビ版）で初担当。最初期の作品を江原と分け合う形で担当した。
このほかにも、島田敏、富山敬、屋良有作、山路和弘、天田益男、真地勇志、増谷康紀、小山剛志なども声を当てている。